# Pierre Seron (auteur)
Pour les articles homonymes, voir Pierre Seron et Seron.
Pierre Seron, né le 9 février 1942 à Chênée (province de Liège) et mort le 24 mai 2017 à Saint-Bénézet (Gard), est un auteur de bande dessinée belge.
Auteur au style très inspiré par André Franquin, il est surtout connu pour sa série de science-fiction humoristique Les Petits Hommes, lancée en 1967 dans l'hebdomadaire belge Spirou.

## Biographie

### Jeunesse
Pierre Léon Adrien Seron naît le 9 février 1942 à Chênée,. Il passe les premières années de sa vie à Liège, il découvre très vite les journaux Tintin et Spirou , puis suit son père ingénieur dans ses déplacements professionnels : le Canada (Montréal) à l'âge de 9 ans, Libourne, la campagne bordelaise où ils ont 4 hectares de vignes et jouissent du climat, ensuite après d'autres pérégrinations où il fait 12 écoles en 6 ans, à Givet dans les Ardennes et finalement le retour à Liège, il fréquente le petit séminaire de Gemmenich où les frères le voyant doué pour le dessin vont l'orienter vers Saint-Luc en 1957 où il suit l'enseignement de l'École supérieure des arts Saint-Luc de Liège et qu'il fréquente Jean Pleyers, Dany et François Walthéry. À 19 ans, il se présente chez Spirou. Il commence sa carrière professionnelle comme décorateur au Grand Bazar de cette ville.

### Tintin
Pierre Seron, son diplôme en poche se présente au Lombard où on lui conseille de frapper à la porte de Dino Attanasio
, il devient, en 1962son assistant sur Signor Spaghetti et Modeste et Pompon. Ce travail nécessite qu'il prenne quotidiennement le train pour Bruxelles. Cette collaboration dure une année, jusqu'à son départ au service militaire mais lui aura permis de faire connaissance de William Vance et de Maurice Tillieux. Pendant son service militaire, d'une durée de dix-huit mois, lui qui déclare être profondément antimilitariste, passe cinq mois à l'hôpital essayant ainsi de se soustraire à ses obligations militaires, le reste de son service il le passe dans un bureau bien chauffé et le prolonge même de trois mois comme volontaire de carrière à court terme. De retour à la vie civile, tout jeune marié, en 1966, il est contacté par le dessinateur Mittéï sur recommandation de Dany et il devient son assistant, il travaille comme deuxième assistant sur les décors de Ric Hochet, il remplace ainsi Dany sur l'album Rapt sur le France, il codessine des planches avec Mittéï de Modeste et Pompon jusqu'en 1973, Les 3 A, Rouly-la-Brise, Martial, de L'Indésirable Désiré, les planches publicitaires de la série sont signée sous le pseudonyme de Foal jusqu'en 1968 ou encore à la série Prudence Petitpas de Maurice Maréchal sous le pseudonyme de Foal. À partir de 1969, il utilise uniquement le pseudonyme Foal pour le Journal Tintin.

### Spirou
Son apprentissage terminé, il se présente à Spirou, il publie un premier récit sur un scénario de Victor Hubinon, puis il lance sa propre série Les Petits Hommes dont le premier épisode soutenu par Yvan Delporte, sur un scénario du journaliste du Moustique Albert Desprechins — que Charles Dupuis a exigé — en 1967, puis, à partir de 1971, par Mittéï sous le pseudonyme de Hao.
Alors que son style à ses débuts ressemble à celui de Dany, il prend rapidement une inflexion vers celui de Franquin, à la demande de son éditeur qui y voit un possible prolongement de l’âge d’or de son journal. Son dessin est très proche de celui du Franquin des Gaston, auquel il emprunte les proportions de ses personnages et la plupart de ses effets de modelé (visages et vêtements). C'est plutôt dans les décors de ses planches, très travaillés et au rendu très réaliste, donnant forme à d'innombrables inventions architecturales et décoratives, que s'exprime son originalité graphique. Ses mises en page sont aussi très innovantes. Avec son goût prononcé pour l'expérimentation, il bouscule régulièrement les codes de la bande dessinée classique, comme en témoignent le format horizontal des doubles-pages de La Planète Ranxérox, les fonds noirs de Dans les griffes du seigneur, l'absence de couleurs dans Le Trou blanc ou encore un crossover entre sa série et celle de Gos ; Le Scrameustache. Il est aussi d'ailleurs le seul auteur moderne de chez Dupuis qui ait un jour imaginé de proposer une histoire en 49 planches pour une maquette d'albums standards limitée à 48 pages. En 1972, il engage un assistant Marc Hardy, dessinateur de Pierre Tombal qui l'assiste sur la fin Des petits hommes au Brontoxique et sur Les Guerriers du passé en 1973. En 1977, il réalise les décors de l'épisode L'Hôtesse et Monna Lisa de Natacha.
Parallèlement, il travaille aussi pour Pif Gadget sous le pseudonyme de Fohal et anime graphiquement La Famille Fohal sur des scénarios de Mittéï qui signe sous le pseudonyme de Saint Thomas de 1973 à 1978, 2 albums chez Soleil sous la dénomination La Famille Martin. Plus de 80 planches restent inédites en album.
Sa capacité de production étant élevée, sa vitesse d'exécution élevée, en plus de sa série phare Les Petits Hommes, il crée la série Aurore et Ulysse dans Spirou en 1977 renommée par la suite Les Centaures pour laquelle il travaille sur les scénarios de Stephen Desberg, Mittéï et Homère ou sur les siens, 4 albums chez Dupuis (1982-1985), suivis d’inédits et de rééditions chez MC Productions, Soleil et Jourdan.
En 1982, lors d'une campagne promotionnelle organisée par Dupuis, il accorde une interview à Télémoustique dans laquelle, il déclare ne pas être à l'aise avec l'exercice et où l'on apprend qu'il vit à La Reid exerçant un métier de solitaire.
À partir de 1986, avec l'épisode Les 6 Clones, il reprend également le scénario de sa série Les Petits Hommes pour en assumer seul les récits, il signe ainsi le « desnario », un néologisme qu'il crée pour condenser les mots dessin et scénario.
À partir de 1988, Seron se fait assister à l'encrage par Paul Glaudel en débutant sur les planches des Centaures parues dans Parodies 2. En 1999, il lance Les Petites Femmes aux éditions Joker, une série de six albums coquins (1999-2009).

### Rien n'est éternel
Avec Opération Q.I. en 2004, cet épisode marque la fin de la prépublication des P.H., comme Seron s'ingénie à abréger l'appellation des Petits Hommes, dans Spirou, les titres suivants paraîtront directement en albums.
En 2008, il publie un recueil de gags sur la pêche dans la série Les Fondus chez Bamboo Édition.
Et en 2011, il publie le quarante-quatrième et ultime épisode des Petits Hommes, Eslapion 3, aux éditions Clair de lune, avec lequel il tire sa révérence de la profession dans un sous-titre nostalgique : « Je suis venu vous dire que nous partons… ».
Victime d'un AVC en 2014, il cesse de dessiner.
Il avoue une influence de Maurice Tillieux qui l'a conseillé à ses débuts, de Dino Attanasio, un homme très gentil et de Franquin à qui il doit beaucoup dont les croquis du costume de Renaud.
Il meurt le 24 mai 2017 à Saint-Bénézet,, à l'âge de 75 ans.

### Vie privée
Depuis 1987, Seron a quitté la Belgique et habite le sud de la France. En décembre 1990, Pierre et son épouse Magda Seron quittent la ville de Bagard pour s'installer à Saint-Bénézet, entre Alès et Nîmes, dans leur nouvelle maison aux grandes baies vitrées ouvertes sur la garrigue et qui inspire Seron pour les décors des catherinettes. Le couple participe activement à la vie villageoise et les dessins humoristiques de Pierre agrémentent régulièrement le bulletin municipal.
Ils ont une fille Aurore qui souffre d'une maladie rare qui inspire directement l'album Miss Persil. Pierre Seron est l'oncle de Clarke, auteur de Mélusine. Son ami Laudec, le dépeint comme quelqu'un à l'abord rêche, très gentil et taiseux. Raisons pour laquelle ses proches le surnomment affectueusement « l'ours ».

## Bandes dessinée publiées

### Albums

#### Séries

##### Les Petits Hommes
- Les Petits Hommes, Dupuis (44 vol.), Soleil Productions (3 vol.), Jourdan (2 vol.), et Clair de lune (1 vol.), 1972-2010. Les histoires publiées dans Spirou dans les années 1960 et 1970 ont divers scénaristes.

##### Les Centaures(1982-1989)
- Les Centaures
- 1. La Porte du néant, Dupuis, Marcinelle, 4e trimestre 1982
Scénario : Stephen Desberg - Dessin : Pierre Seron - Couleurs : Vittorio -  (ISBN 2-8001-0913-0)Comprend deux courts récits, La Porte du néant - 12 planches et L'Étoile du Nord - 32 planches.
- 2. Le Loup à 2 têtes, Dupuis, Marcinelle, 1er trimestre 1983
Scénario et dessin : Pierre Seron - Couleurs : Vittorio -  (ISBN 2-8001-0959-9)
- 3. L'Odyssée, Dupuis, Marcinelle, avril 1984
Scénario et dessin : Pierre Seron - Couleurs : Vittorio Leonardo -  (ISBN 2-8001-1035-X)
- 4. Les Amazones, Dupuis, Marcinelle, avril 1985
Scénario et dessin : Pierre Seron - Couleurs : Vittorio -  (ISBN 2-8001-1125-9)
- 5. Les Châtiments d'Hermès, MC Productions, Toulon, août 1988
Scénario et dessin : Pierre Seron - Couleurs : Vittorio -  (ISBN 2-87764-000-0)
- 6. Kelvinhathor III, Soleil Productions, Toulon, septembre 1989
Scénario : Stephen Desberg et Pierre Seron - Dessin : Pierre Seron - Couleurs : Vittorio Leonardo -  (ISBN 2-87764-024-8)
- Int. 1. Intégrale 1 - 1977-1980[40], Éditions Mandibulles, 4 novembre 2022
Scénario : Stephen Desberg et Pierre Seron - Dessin : Pierre Seron - Couleurs : Vittorio Leonardo -  (ISBN 978-2-9569025-7-7)
- Int. 2. Intégrale 2 - 1982-1989[41],[42], Éditions Mandibulles, 2 décembre 2022
Scénario : Stephen Desberg et Pierre Seron - Dessin : Pierre Seron - Couleurs : Vittorio Leonardo -  (ISBN 978-2-9569025-8-4)

##### Le Scrameustache
- Le Scrameustache t. 14 : Les Kromoks en folie, avec Gos et Walt, Dupuis, 1985. Crossover avec le tome 18 des Petits Hommes: Le Pickpocket.

##### La Famille Martin
- 1. La Famille Martin Tome 1, Soleil Productions, Toulon, août 1990
Scénario : Mittéï sous le pseudonyme Saint Thomas - Dessin : Seron - Couleurs : quadrichromie -  (ISBN 2-87764-038-8)
- 2. La Famille Martin Tome 2, Soleil Productions, Toulon, juin 1993
Scénario : Mittéï sous le pseudonyme Saint Thomas - Dessin : Seron - Couleurs : quadrichromie -  (ISBN 2-87764-165-1)

##### Les Petites Femmes
- 1. Les Petites Femmes et le gabarit sacré[43], Joker Éditions, Bruxelles, mai 1999
Scénario et dessin : Seron - Couleurs : Studio Leonardo -  (ISBN 2-87265-112-8)
- 2. Les Petites Femmes… à plumes, Joker Éditions, Bruxelles, 15 novembre 2000
Scénario et dessin : Seron - Couleurs : Studio Leonardo -  (ISBN 2-87265-132-2)
- 3. Les Petites Femmes et les têtes de nœud, Joker Éditions, Bruxelles, décembre 2001
Scénario et dessin : Seron - Couleurs : Studio Leonardo -  (ISBN 2-87265-172-1)
- 4. « Messie » le retour, Joker Éditions, Bruxelles, mai 2005
Scénario et dessin : Seron - Couleurs : Studio Leonardo -  (ISBN 2-87265-221-3)
- 5. À la recherche du sein grêle, Joker Éditions, Bruxelles, janvier 2007
Scénario et dessin : Seron - Couleurs : Studio Leonardo -  (ISBN 2-87265-348-1)
- 6. V.D.Q.S., Joker Éditions, Bruxelles, 18 février 2009
Scénario et dessin : Seron - Couleurs : Vittorio Leonardo -  (ISBN 978-2-87265-411-6)
- Int. 1. Intégrale 1[44], Joker Éditions, Bruxelles, 6 avril 2015
Scénario et dessin : Seron - Couleurs : Studio Leonardo -  (ISBN 978-2-87265-649-3)
- Int. L'Intégrale[45],[46],[47], Joker Éditions, 3 novembre 2021
Scénario et dessin : Seron - Couleurs : Vittorio Leonardo -  (ISBN 978-2-931064-13-9)

##### T'as de beaux yeux, tu sais!(2003-2010)
- 1. T'as de beaux yeux, tu sais !, Éditions Joker, décembre 2003
Scénario et dessin : Pierre Seron - Couleurs : Studio Leonardo -  (ISBN 2-87265-265-5)
- 2. T'as de beaux yeux, tu sais ! - 2, Éditions Joker, février 2010
Scénario et dessin : Pierre Seron - Couleurs : Studio Leonardo -  (ISBN 978-2-87265-460-4)

#### Les Fondus
- 5. Les Fondus de la pêche, Bamboo, Charnay-lès-Mâcon, mars 2008
Scénario : Hervé Richez et Pierre Cazenove - Dessin : Pierre Seron - Couleurs : collectif -  (ISBN 978-2-350-78400-7),Réédition augmentée en 2015  (ISBN 978-2-8189-3335-0).

### Périodiques

#### Recueil Spirou (Album du journal)
- 137. Les Petits Hommes de Seron, Dupuis, Marcinelle, juin 1975
Scénario et couleurs : collectif - Dessin : collectif - Couverture : Pierre Seron
- 180. Les Petits Hommes de Seron, Dupuis, Marcinelle, 2e trimestre 1986
Scénario et couleurs : collectif - Dessin : collectif - Couverture : Pierre Seron

### Para-BD
À l'occasion, Seron réalise des portfolios, ex-libris, posters, cartes ou cartons, autocollants, puzzles, étiquettes de vin, calendriers et commet quelques travaux publicitaires. Il réalise également des affiches pour des festivals de bande dessinée.

### Divers
À l'instigation de l'inspecteur de police et scénariste de bande dessinée Francis Dorao, il a aussi créé dans les années 1980, une cible de tir réaliste pour l'entraînement de la police aux côtés des dessinateurs Hermann, Malik, Arthur Piroton, Yves Swolfs ou William Vance et de la société PLJ Targets. En 2023, lors du festival de la bande dessinée de Knokke-Heist, elles seront publiées en un tirage trilingue français, néerlandais et anglais.

## Distinctions
- 1973 :  prix Saint-Michel du meilleur dessin de science-fiction pour Des petits hommes au Brontoxique[55].